# Awaran (distrikt)

Karta över provinsen Baluchistan med distriktet Awaran markerat

Awaran (urdu: ضلع اواران) är ett distrikt i södra delen av den pakistanska provinsen Baluchistan. Administrativ huvudort är Awaran.
Awaran är ett av Pakistans fattigaste distrikt, vissa år hårt drabbat av torka. År 2003 drabbades Awaran av översvämningar.

## Administrativ indelning
Distriktet är indelat i tre Tehsil.
- Awaran Tehsil
- Jhal Jhao Tehsil
- Mashkay Tehsil